# Domptin
Domptin je francouzská obec v departementu Aisne v regionu Hauts-de-France. V roce 2012 zde žilo 668 obyvatel.

## Sousední obce
Bézu-le-Guéry, Charly-sur-Marne, Coupru, Villiers-Saint-Denis

## Vývoj počtu obyvatel
Počet obyvatel 